# Dolaszewo Wałeckie
Dolaszewo Wałeckie – przystanek kolejowy, a dawniej stacja kolejowa w Dolaszewie w województwie wielkopolskim, w Polsce. Obecnie przystanek nie pełni już swojej funkcji, ponieważ zniknął z mapy połączeń. Ostatni pociąg zatrzymał się tutaj 8 grudnia 2012, potem kolejne rozkłady jazdy (9 grudnia 2012 - 14 grudnia 2013 oraz 15 grudnia 2013 - 13 grudnia 2014) wykluczały możliwość zatrzymania się tutaj szynobusów.

## Połączenia
- Krzyż
- Piła Główna
- Wałcz
- Szczecin

Wszystkie wymienione połączenia obowiązywały do 8 grudnia 2012.